# Bearskin Airlines
Bearskin Airlines – dawna kanadyjska regionalna linia lotnicza, obecnie marka części usług linii Perimeter Aviation. Swoją siedzibę miała w Sioux Lookout, w prowincji Ontario.

## Historia
Linia lotnicza została założona w 1963 roku przez Johna Heglanda, który nazwał firmę od miejscowości Bearskin Lake First Nation, znajdującej się około 430 km na północ od Sioux Lookout. Początkowo linia funkcjonowała jako taksówka powietrzna. W 1977 roku otwarto pierwsze regularne połączenie pomiędzy Sioux Lookout a Big Trout Lake. W kolejnym roku uruchomiono połączenie do Thunder Bay, gdzie wkrótce założono drugą bazę firmy.
W latach 70. i 80. XX wieku firma skorzystała na rządowym programie budowy lotnisk na potrzeby odciętych od świata osiedli indiańskich i rozpoczęła realizować połączenia samolotami kołowymi (wcześniej były to hydroplany). Liczba obsługiwanych połączeń rosła i w 2003 roku wynosiła prawie 40 miejscowości. W tym samym roku część najbardziej północnych połączeń przejęła linia Wasaya Airways.
1 stycznia 2011 Bearskin Airlines zostały zakupione przez Exchange Income Corporation. Firma ta posiadała już kilka innych linii lotniczych: Perimeter Aviation, Keewatin Air i Calm Air. Jesienią 2017 roku podjęto decyzję o wchłonięciu Bearskin przez Perimeter Aviation. Operację tę ukończono 31 grudnia 2018.

## Połączenia
Obecnie Bearskin Airlines funkcjonuje jako marka w ramach Perimeter Aviation. Obsługuje następujące lotniska:
| Lotnisko                       | IATA | ICAO | Miejscowość      |
| ------------------------------ | ---- | ---- | ---------------- |
| Port lotniczy Sioux Lookout    | YXL  | CYXL | Sioux Lookout    |
| Port lotniczy Red Lake         | YRL  | CYRL | Red Lake         |
| Port lotniczy Kenora           | YQK  | CYQK | Kenora           |
| Port lotniczy Dryden           | YHD  | CYHD | Dryden           |
| Port lotniczy Winnipeg         | YWG  | CYWG | Winnipeg         |
| Port lotniczy Fort Frances     | YAG  | CYAG | Fort Frances     |
| Port lotniczy Thunder Bay      | YQT  | CYQT | Thunder Bay      |
| Port lotniczy Sault Ste. Marie | YAM  | CYAM | Sault Ste. Marie |
| Port lotniczy Timmins          | YTS  | CYTS | Timmins          |
| Port lotniczy Sudbury          | YSB  | CYSB | Greater Sudbury  |
| Port lotniczy North Bay        | YYB  | CYYB | North Bay        |

## Flota
W styczniu 2016 roku flota Bearskin Airlines składała się z następujących samolotów:
| Model                           | Liczba | Zamówienia |
| ------------------------------- | ------ | ---------- |
| Fairchild Swearingen Metroliner | 14     | 0          |